# Jewgeni Borissowitsch Alexandrow

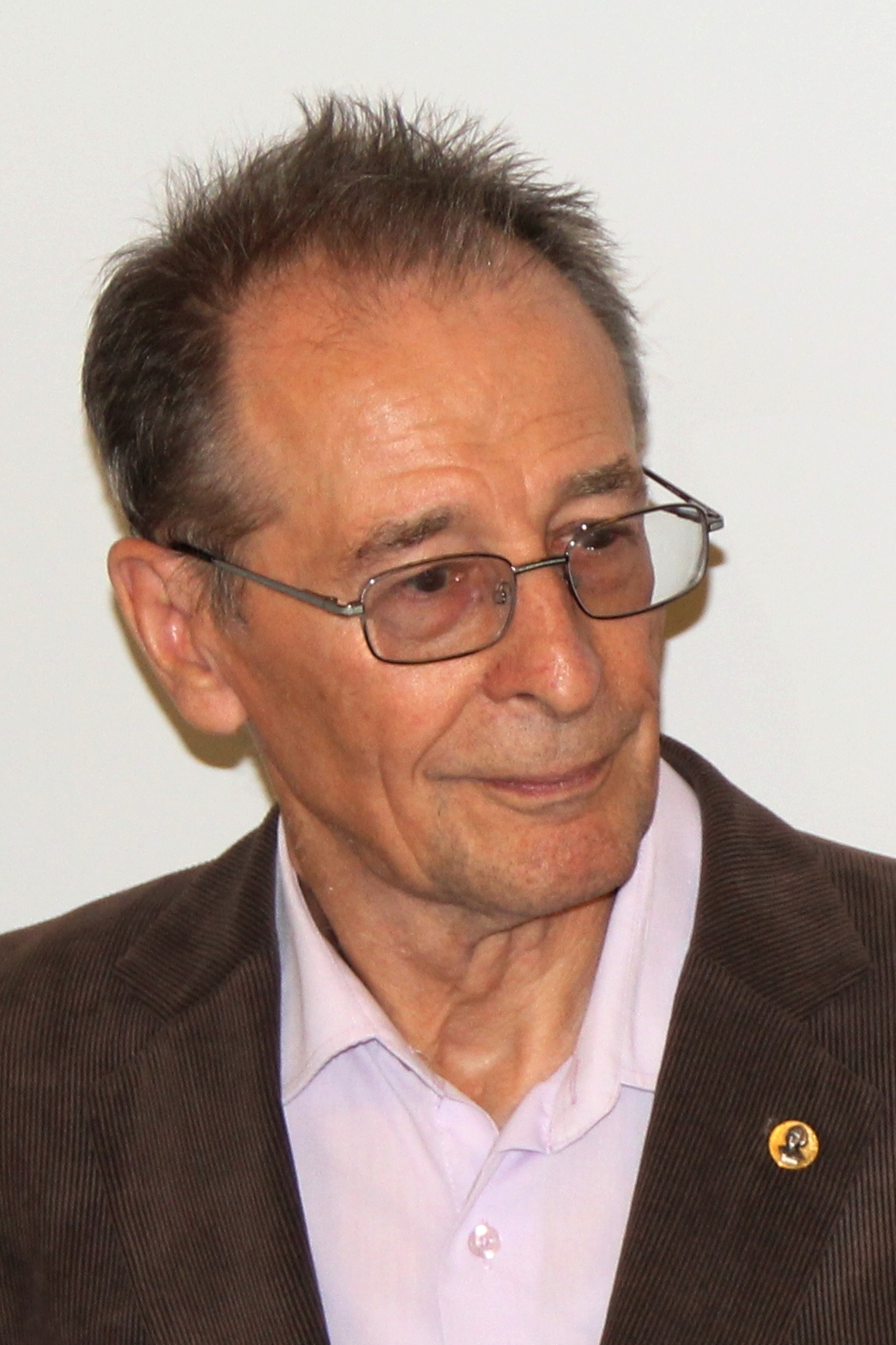
Jewgeni Alexandrow (2016)

Jewgeni Borissowitsch Alexandrow (russisch Евгений Борисович Александров; * 13. April 1936 in Leningrad) ist ein sowjetischer Physiker.

## Leben
Alexandrow, Sohn des Physikers Boris Petrowitsch Alexandrow (1898–1969) und Neffe des Physikers Anatoli Petrowitsch Alexandrow, studierte an der physikalisch-mathematischen Fakultät des Leningrader Polytechnischen Instituts mit Abschluss 1960.
Nach dem Studium trat Alexandrow in das Leningrader Staatliche Institut für Optik (GOI) ein. 1964 verteidigte er seine Kandidat-Dissertation über die Interferenz nichtentarteter atomarer Energiezustände bei kohärenter Anregung und 1966 seine Doktor-Dissertation über Interferenzphänomene bei Quantenübergängen in einem instationären Atomsystem. Er wurde Leiter des Laboratoriums für Spektroskopie. Einer seiner Forschungsschwerpunkte wurde das Optische Pumpen. Er entwickelte Präzisionsmagnetometer zur Ausmessung schwacher Magnetfelder und insbesondere des Erdfeldes, die 1989 bei der Polarexpedition SP-30 auf einer treibenden Eisscholle im Nordpolarmeer zum Einsatz kamen.
1979 wurde Alexandrow Korrespondierendes Mitglied der Akademie der Wissenschaften der UdSSR (AN-SSSR). 1987–1992 war er Wissenschaftlicher Vizedirektor des GOI. Neben seiner Forschungstätigkeit lehrte Alexandrow an der Universität Leningrad (1991 Ernennung zum Professor). 1992 wurde er Akademiker (Wirkliches Mitglied der Russischen Akademie der Wissenschaften [RAN]).
Alexandrow war Gastprofessor der Universität Freiburg (1993), Humboldt-Professor an der Universität Heidelberg (1994–1995) und Gastprofessor des Miller Institute for Basic Research in Science der University of California, Berkeley (2001). Seit 1999 ist Alexandrow auch Laboratoriumsleiter im Joffe-Institut. Er ist Mitherausgeber verschiedener Fachzeitschriften.
Alexandrow ist Mitglied der 1988 von Witali Lasarewitsch Ginsburg gegründeten Kommission gegen Pseudowissenschaft und Wissenschaftliche Fälschung, deren Leitung er nach dem Tode ihres Vorsitzenden Eduard Pawlowitsch Krugljakow im November 2012 übernahm. 1991 entlarvte er die in den 1980er Jahren  von sowjetischen Physikern propagierte Torsionsfeldtheorie für die Informationsübertragung mit Überlichtgeschwindigkeit als Betrug, was deren Förderung durch das russische Wissenschaftsministerium 1992–1995 und das russische Verteidigungsministerium 1996–1997 nicht verhinderte. Alexandrow unterzeichnete mit Schores Iwanowitsch Alfjorow, Garri Israilewitsch Abelew, Lew Mitrofanowitsch Barkow, Andrei Iwanowitsch Worobjow, Witali Lasarewitsch Ginsburg, Sergei Georgijewitsch Inge-Wetschtomow, Eduard Pawlowitsch Krugljakow, Michail Wissarionowitsch Sadowski und Anatoli Michailowitsch Tscherepaschtschuk den Offenen Brief der 10 Akademiker an Putin gegen die Klerikalisierung des Landes, den der Akademiker Georgi Sergejewitsch Golizyn zusammen mit den Korrespondierenden Mitgliedern der RAN Gennadi Wassiljewitsch Malzew und Felix Feodossjewitsch Kusnezow und den Akademikern Timur Magometowitsch Enejew und Georgi Alexandrowitsch Sawarsin 2007 veröffentlichte.

## Ehrungen, Preise
- Ehrenzeichen der Sowjetunion (1971)
- Roschdestwenski-Preis der AN-SSSR (1974)
- Staatspreis der UdSSR (1978)
- Humboldt-Forschungspreis (1993)
- Orden der Völkerfreundschaft (1993)
- Der 1978 von Tamara Michailowna Smirnowa entdeckte Asteroid (24609) Evgenij wurde 2003 nach Alexandrow benannt.
- Wissenschaftspreis der Stadt St. Petersburg (2011)
- Lebedew-Goldmedaille der RAN